# Théophraste Renaudot
Théophraste Renaudot (diciembre de 1586-octubre de 1653) fue un médico y periodista francés que nació en la Villa de Loudun, cerca de Poitiers, en Francia.
Era hijo de una familia acomodada pero contaba con un físico poco agraciado. Esto le afectó a lo largo de toda su vida. Una experiencia vivida en su juventud le marcó aún más. Vio cómo una gran masa de gente golpeaba a un anciano que había robado para comer. Al intentar defender al anciano, la masa le insultó, y en ese momento se propuso estudiar y conocer para aplicar su conocimiento ayudando a los pobres y expulsados de la vida social. Para intentar ayudarlos, hizo la carrera de medicina que acabó a los 20 años.
Tras acabar la carrera, decidió viajar por Europa para contemplar el panorama social del continente, conociendo los sistemas informativos de Italia, Inglaterra, Alemania y Holanda y que podían aplicarse en Francia debido al uso social de las gacetas. A su vuelta a Francia, en 1613 es nombrado médico del rey por el cardenal Richelieu. Además, dirigió la oficina de direcciones y creó la primera casa de Préstamos sobre Objetos. Durante estos años, también se dedicó a cuidar sin ánimo de lucro a los más necesitados, incluso haciéndoles compañía. También empezó a seleccionar las noticias más importantes de su correspondencia con su amigo Pierre de Hozier para imprimirla en pliegos y venderla, con el permiso y colaboración de Richelieu.
El 30 de mayo de 1631 aparece el primer número de La Gazette, el primer diario oficial del mundo, cuyo creador es Renaudot. A partir de su sexto número, en julio del mismo año, el periódico llevará su fecha de emisión. Poco a poco La Gazette fue mejorando debido al éxito que tuvo y se fueron mejorando la forma (mejor tipografía) y el fondo (contenidos ampliados), y su tirada pasó a ser de cientos a miles de ejemplares. A partir de 1632, Renaudot envía al rey una vez al año una reproducción de todos los números editados, a lo que el rey contestó elogiando a Teofrasto y reconociéndole como uno de los hombres más selectos de Francia.
A finales de octubre, en 1653, y con Richeliu fallecido anteriormente, murió en la miseria y en el olvido, a pesar de que La Gazzete de Francia siguiera publicándose como órgano oficioso del Gobierno francés hasta 1762.